# Omid Abtahi
Omid Abtahi (Teherán, 1979. július 12. –) iráni születésű amerikai színész.

## Élete és pályafutása
Tízéves koráig szülővárosában, az iráni Teheránban élt, amikor is családjával a kaliforniai Irvine városba költöztek. Orange megyében nőtt föl, majd Los Angelesben telepedett le.
A Kaliforniai Állami Egyetem fullertoni kampuszán eleinte kommunikáció szakon a reklámszakmát tanulta. E mellett elkezdett egy a szakokon kívüli színjátszó képzést is és rájött, a színészet a hivatása. 2002-ben végzett, ám akkorra már több, mint 50 szerepet eljátszott.
Elsősorban televíziós műsorokban szerepel, de színházban is játszik. 35 éves korára (2014) számos ismert tévésorozatban és Broadway produkcióban is részt vett.
Első nagy filmes főszerepét 2005-ben az „Irak – Over There” című sorozatban kapta, amiben Tariq Nassiri detroiti arab-amerikai közlegényt alakította. Ez a szerep megalapozta ismertségét. Ahhoz, hogy eljátszhassa Nassiri szerepét, meg kellett tanulnia arabul beszélni és az arab kultúrát. Ez a karakter azért is közel állt hozzá, mivel a bátyja katona. Ezután megkapott egy terrorista szerepet 2006-ban a „Sleeper Cell - Terrorista csoport” című sorozatban, Salimként. 2008-ban az „Ocean of Pearls” című film főszerepében Amrit Singh-et, egy Detroitba érkező fiatal szikh sebészt alakított, akinek a kulturális különbségekkel is meg kell harcolnia a mindennapokon túl. Ezek mellett feltűnt többek között a „JAG”, a „24”, az Amynek ítélve, a „Nikita”, „A mentalista”, vagy „A Grace klinika” című sorozatokban, majd „Az éhezők viadala: A kiválasztott” befejező részében is.

## Filmjei
- JAG – Becsületbeli ügyek (2005)
- 24 (2005-2009)
- Amynek ítélve (2005)
- Irak (2005)
- Hősök (2006)
- Kés, villa, olló (2006)
- Sleeper Cell - Terroristacsoport (2006)
- Helyszínelők (2007)
- Az egység (2007)
- A terminátor: Sarah Connor krónikái (2008)
- Rejtélyes nyár (2008)
- Az utolsó lövés (2008)
- Szellemekkel suttogó (2007-2008)
- Csimpilóták (2008)
- Elsőszámú ellenségem (2008)
- Dr. Csont (2009)
- NCIS (2009)
- Testvérek (2009)
- FlashForward – A jövő emlékei (2009-2010)
- Három folyam (2009-2010)
- Star Wars: A klónok háborúja (2010-2013)
- Az esemény (2010)
- Nikita (2010)
- A mentalista (2010)
- A Grace klinika (2010)
- A rejtély (2011)
- Homeland: A belső ellenség (2011)
- A férjem védelmében (2012)
- Kettős ügynök (2012)
- Az Argo-akció (2012)
- Last Resort – A belső ellenség (2012-2013)
- Family Guy (2012-2013)
- NCIS: Los Angeles (2013)
- Castle (2013)
- A gyilkosnak ölni kell (2014)
- Legends – Beépülve (2014)
- Az elnök árnyékában (2014)
- Feketelista (2015)
- Az éhezők viadala: A kiválasztott - Befejező rész (2015)
- Damien: A sátán kegyeltje (2016)
- Hawaii Five-0 (2017)
- A Mandalóri (2019)